# Artemis V
Az Artemis V a NASA Artemis-programjának ötödik űrrepülése és harmadik Holdra szállása. Egy Space Launch System hordozórakétával és az Orion űrhajóval fognak elindítani négy űrhajóst a Hold déli sarkára. Ezek mellett két további elemet fog a Lunar Gateway Űrállomásra szállítani. Indítása leghamarabb 2030 márciusára várható.

## Háttér
Az Artemis V négy űrhajóst fog a Lunar Gateway Űrállomásra repíteni. Ezek mellett szállítani fogja az Európai Űrügynökség ESPRIT elemet és a kanadai építésű robotkar rendszert. A Artemis V-tel fog megérkezni a NASA Lunar Terrain Vehicle-je is.
Az űrállomáshoz való dokkolást követően két űrhajós fel fog szállni a Lunar Exploration Transportation Services leszálló egységébe és Holdra fog szállni a déli sarkon.